# Il sigillo della nuova Atlantide
Il sigillo della nuova Atlantide (The Atlantis Prophecy) è un fantathriller dello scrittore statunitense Thomas Greanias pubblicato nel 2008. È il secondo episodio della serie sull'astroarcheologo Conrad Yeats.

## Trama
Dopo tre anni dalla catastrofe in Antartide che ha cancellato le tracce di Atlantide viene ritrovato il corpo del generale Griffin Yeats; il figlio adottivo Conrad, con cui Griffin si è sempre comportato in modo severo e che dopo la tragica spedizione antartica è screditato nella comunità scientifica, scopre dei simboli sulla lapide del padre.
Il sospetto che Griffin voglia avergli lasciato un messaggio importante diviene evidente quando ricompare suor Serena Serghetti (linguista e criptolga del Vaticano) e Conrad è vittima di una serie di attentati.
Per salvare la sua vita, e forse il mondo intero, dovrà trovare un misterioso globo sepolto sotto la città di Washington.

## Edizioni
- Thomas Greanias, Il sigillo della nuova Atlantide, Mondolibri, 2008,  p. 342.